# المشاغب ستة (فلم)
المشاغب ستة هو فيلم مصري عرض عام 1988، بطولة محمد صبحي وإسعاد يونس، ومن إخراج محمد نبيه.

## قصة الفيلم
يضطر الشاب الفقير ستة لممارسة أعمال بسيطة كحاوي وبائع روبابكيا، لكنه يفشل فيها جميعًا، وبعد فصله من عمله الأخير لدى المهرب الثري ممدوح، يشتري ستة قطعة أثاث كان ممدوح قد أخفى فيها ثلاثة ملايين دولار بعناية، لأنها كانت ملكًا لأحد تجار العملة الكبار وباعها العاملون معه أثناء وجوده في السجن دون أن يعرفوا قيمتها، ويقرر أن يوجه الأموال للأعمال الخيرية والزواج من محبوبته.

## طاقم التمثيل
- محمد صبحي: (ستة)
- إسعاد يونس: (زينب)
- هياتم: (صابات)
- وحيد سيف: (زيزو)
- إبراهيم خان: (محسن)
- نورا: (الراقصة)
- لمياء: (الطفلة)
- زيزي مصطفى: (زينات)
- سامي سرحان: (المعلم دكشة)
- زكريا موافي: (عبد المجيد)
- أحمد نبيل: (بيومي القهوجي)
- حافظ أمين: (من الحارة)
- عبد الهادي أنور: (زوج صابات)
- نادية شمس الدين: (خالة زينب)
- مطاوع عويس: (تاجر الروبابيكيا)
- وحيد حمدي
- عفاف مصطفى
- خديجة محمود
- رشاد فرج
- عبد المنعم المرصفي
- محيي الدين عبد الحميد
- عبد اللطيف الطحاوي
- سامية عباس
- صلاح عفيفي
- عادل أبو الغيط: (الدكتور ياسر)
- حسن توتالة
- محمد عتريس
- يوسف فهمي
- محمد عبد الرحيم يحيى
- مصطفى كمال
- محمد جمعة: (عسكري الشرطة)
- نصر سيف: (حارس الكباريه)

## فريق العمل
- إخراج: محمد نبيه
- تأليف: سمير عبد العظيم
- مدير التصوير: محمد طاهر
- مونتاج: عنايات السايس
- موسيقى تصويرية: جمال سلامة
- إنتاج: أفلام الكروان (سمير عبد العظيم)
- توزيع داخلي: دولار فيلم
- توزيع خارجي: الشركة اللبنانية للتجارة والاستثمار السينمائي (صبّاح إخوان)
- توزيع الفيديو: الشركة العالمية للتليفزيون والسينما (حسين القلا)